# 天主教埃默斯教区
天主教埃默斯教區（拉丁語：Dioecesis Amosensis）是加拿大一個羅馬天主教教區，屬加蒂諾總教區。1938年12月3日升為教區。
教區位於魁北克阿比蒂比-蒂米斯坎明格北部和北魁北克地區。2006年有教友92,442人，佔轄區總人口93.7%。教區下轄五十六堂區，有卅九名司鐸。現任教區主教為吉爾·勒梅。